# Schaltband

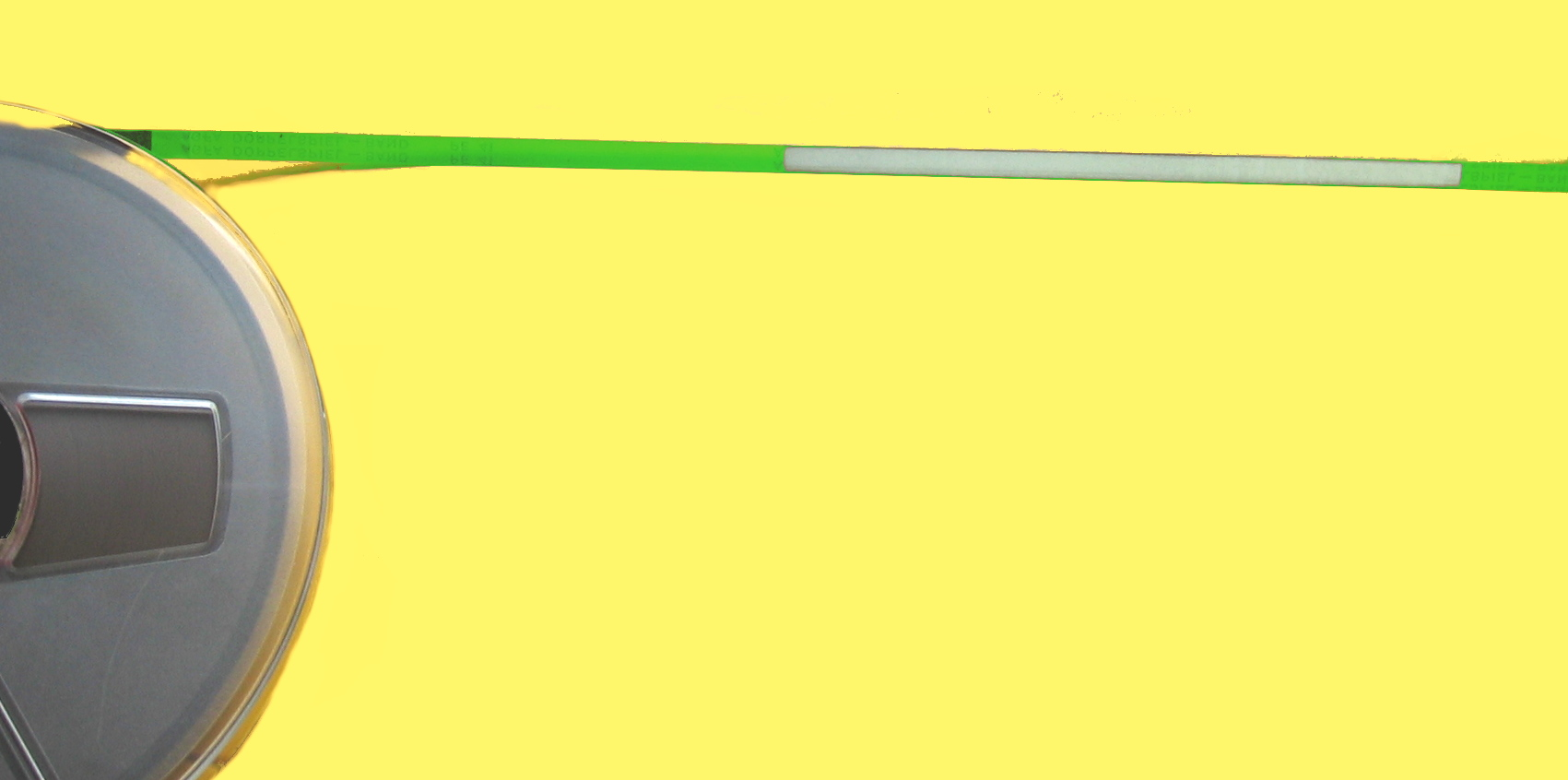
Schaltband am Anfang eines ¼" Tonbandes

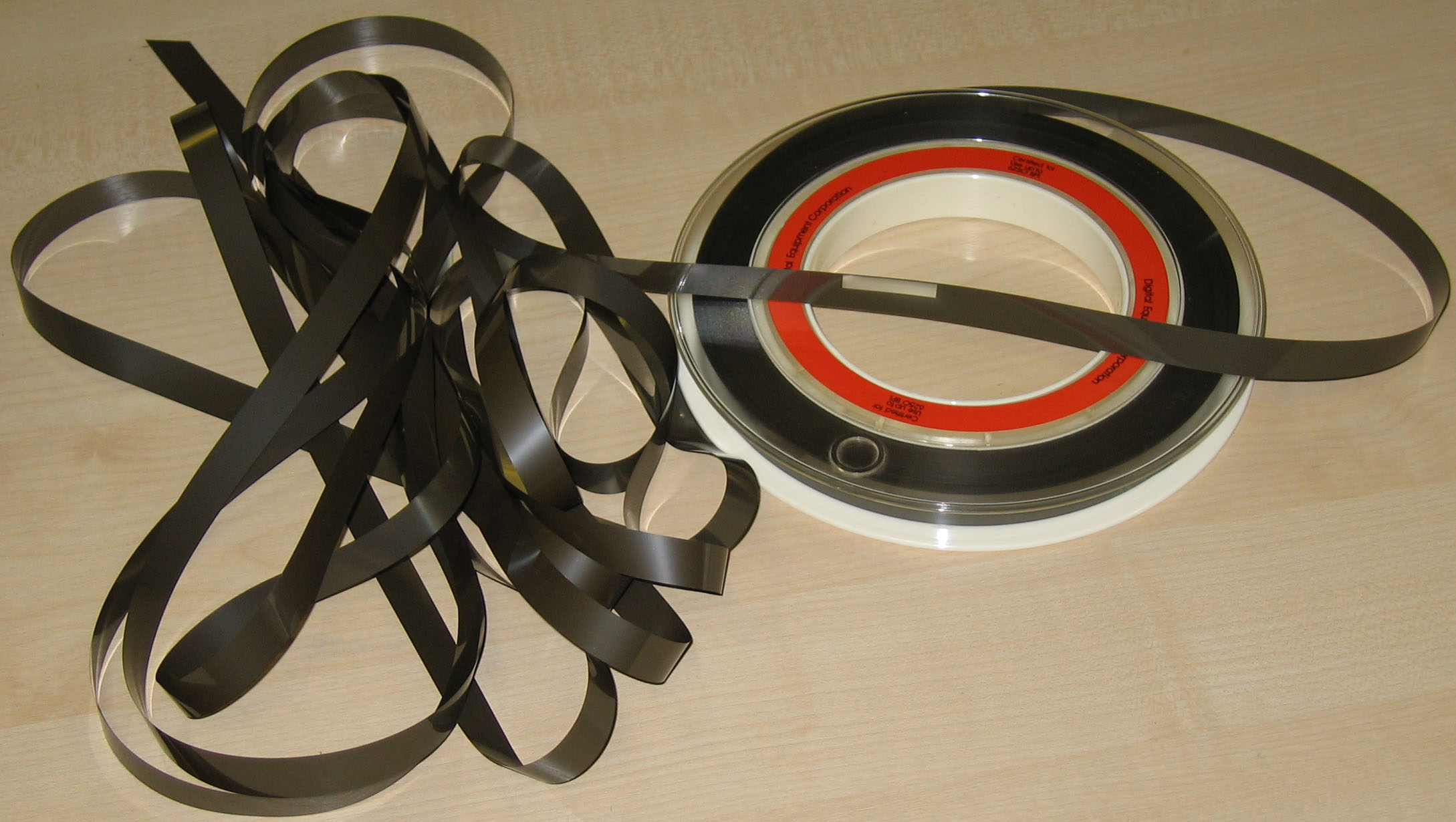
Magnetbandrolle mit reflektierendem Schaltband (Startmarkierung)

Ein Schaltband ist eine Metallbeschichtung auf Tonband, die einen Kontakt im Gerät durch ihre elektrische Leitfähigkeit herstellt und zur automatischen Erkennung der Bandposition benutzt wird. Je nach Aufbau ist das Schaltband auf das Magnetband aufgeklebt oder ein Klebeband mit beschichteter Oberfläche, das angebracht auf der Oberseite des Tonbandes die Enden zum Endlosband verbindet.

## Verwendung
Beim Rollentonband und Sanyo Micro Pack 35 werden die Bandenden mit Schaltband versehen, um den Bandvorschub durch das Gerät anzuhalten. Stifte zur Bandführung sind dazu in den Schaltkreis des Gerätes angeschlossen. Mit einer Überbrückungstaste kann der Bandtransport wiederaufgenommen werden, um ein am Bandanfang vorhandenes Schaltband zu umgehen.
Bei Endlosbändern nach Bernard Cousino wie der 8-Spur-Kassette und dem Rowe Customusic, der auf dem Fidelipac basiert, ist das Schaltband die Klebestelle des Endlosbandes und dient zum Umschalten auf die nächste Tonspur oder das nächste Paar Spuren bei Stereoaufnahmen.
Bei Magnetband für die Massenspeicher der Reihen IBM 729 und IBM 7330 markierte Schaltband die Startpunkte der Aufzeichnung.

## Ähnliche Verfahren
Transparentes Vorband oder gelochtes Tonband werden durch Lichtschranken erkannt.